# Nils Aas
Nils Aas fue un escultor noruego, (21 de abril de 1933 en Inderøy - 10 de febrero de 2004 en Oslo.) Es reconocido por su estatua del rey Haakon VII de la plaza 7 de junio en Oslo y es considerado uno de los escultores más versátiles en la historia del arte noruego. Comenzó su carrera en el Salón de Otoño de 1964, con un busto de Johan Falkberget, y la escultura en metal de un Torso. Es el diseñador de varias monedas de Noruega, incluyendo las de 10 y 20 coronas.
Recibió importantes premios y galardones, entre ellos en 1990 el Premio Anders Jahre de la cultura.
Su arte se presenta en muchos espacios públicos de Noruega, y está representado con importantes obras en el Museo Nacional de Arte, Arquitectura y Diseño en Oslo y el Museo de Arte de Trondheim.
Nils Aas estuvo casado en dos ocasiones: la primera de 1959 a 1978 con Tonje Strøm Aas —la pareja tuvo dos hijos— y la segunda desde 1996 con Christine Reintz.

## Datos biográficos
Nils Sigurd Aas creció en Inderøy en la provincia noruega de Nord-Trøndelag, en una familia de carpinteros prominentes.
Su abuelo Nils Aas (1874-1927) construyó un taller de carpintería, aserradero accionado por la corriente del río. El padre Ivar Aas (1904-1988) se hizo cargo del taller a la muerte de su padre en 1927, y ganó algunos premios por sus diseños de mobiliario. Fue profesor a tiempo parcial en la Escuela Popular Sund (Sund folkehøgskole) 1933-1973, en combinación con el taller. Su madre, Inga Lie (1903-1951) de Telemark había llegado a la aldea en 1928 como empleada doméstica del nuevo pastor. Ivar e Inga se casaron el mismo año y, finalmente, tuvieron cinco hijos: Marit (1929), Signe (1930), Nils (1933), Aslaug (1935) y Arne (1941). En su juventud Nils fue saltador de esquí y activo deportista.

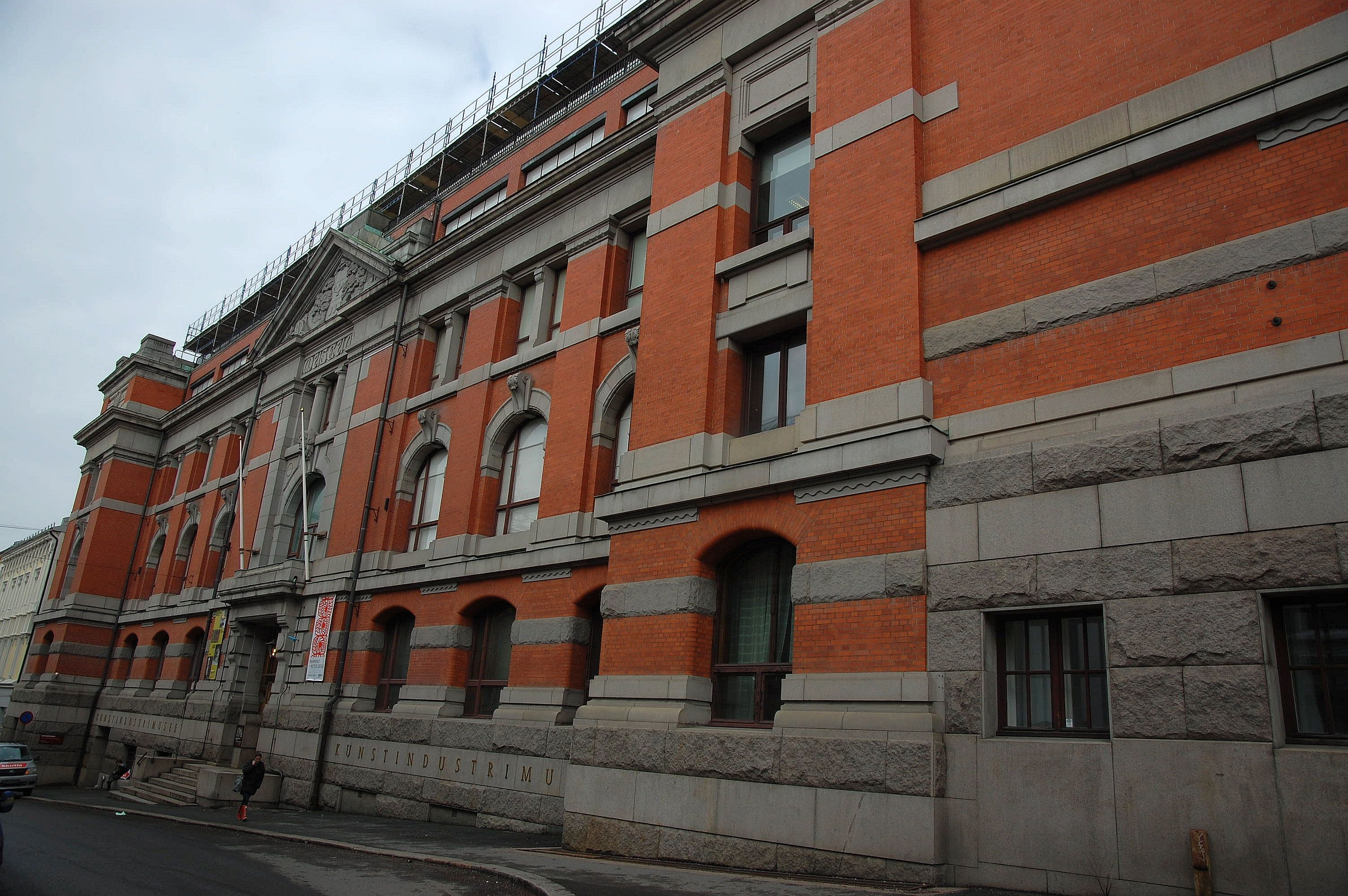
Fachada de la Escuela Nacional de Arte y Diseño Industrial en Oslo, donde Nils Aas estudió desde 1954.

Nils aprendió pronto a trabajar la madera, y de sus primeros trabajos sobrevive una escultura de madera del obispo Arne Fjellbu, que talló cuando tenía 16 años de edad. La pieza destaca aún por su factura, dominio técnico del material y la habilidad del artista para reproducir los rasgos del retrato y trasmitir una expresión. Después, consecutivamente asistió a la llamada escuela de continuación (en noruego framhaldsskole), a secundaria (en aquel tiempo realskole) y al servicio militar; cuando tenía 21 años solicitó y obtuvo el ingreso en la Escuela Nacional de Arte y Diseño Industrial (SHKS), en la especialidad de publicidad, era el año 1954. Dos años antes, su hermana mayor Marit, había ingresado en la misma escuela en la especialidad de textil. Cuando viajó a Oslo para iniciar su formación artística, el padre se mostró reacio, o al menos preocupado. Sin embargo, hizo una maleta de madera a su hijo como regalo de despedida. La maleta se conserva actualmente entre las piezas mostradas en la exposición biográfica de Nils Aas.
Desde 1954 a 1958 fue alumno de la Escuela Nacional de Arte y Diseño, contó entre sus profesores a Arne Bruland e Ivar Bell. Estudió caligrafía con Arne Bruland, y fue el comentario de Bruland - "jeg tror du er tredimensjonal - yo pienso en tres dimensiones" - el que hizo que se apuntase a la clase de escultura en la Academia Nacional de Arte. No consiguió el ingreso en la especialidad de escultura tras su solicitud inicial, por lo que permaneció desde 1958 hasta 1959 como alumno del escultor Nils Flakstad. Al año siguiente consiguió ser admitido y fue estudiante desde 1959 a 1962 de Per Palle Storm.
Durante su etapa como estudiante, realizó varios trabajos en la época vacacional. Un verano en una agencia de publicidad y otro como ayudante en la oficina de un arquitecto en Steinkjer. La publicidad no le interesó, mientras que la arquitectura como profesión le tentó, por su vínculo con el espacio y el diseño. Otros trabajos a tiempo parcial de aquel tiempo fueron los de gasolinero y controlador de puerto.
Desde 1959 a 1978 estuvo casado con Tonje Strøm Aas, a quien conoció en la Escuela de Artes y Oficios. La pareja tuvo dos hijos.
Paralelamente a sus estudios, trabajó en la publicación Arbeiderbladet de 1957 a 1964.

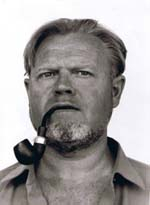
Arnold Haukeland.

La última primavera pasada en la Academia, y un año adicional de dos (1962-64), trabajó como asistente de Arnold Haukeland. Durante los trece años anteriores, Haukeland había visitado la clase de escultura en busca de un asistente, y Aas consiguió el trabajo. Durante el primer periodo, trabajó en el estudio de Haukeland en Valler por las tardes y desde el verano de 1962 a tiempo completo. La colaboración continuó en menor escala de 1964 a 1966. Desde enero de 1967, Haukeland contrató a un asistente diferente. Fue Haukeland quien introdujo a Aas en un lenguaje abstracto; durante el tiempo que pasó con él, Aas participó especialmente en dos trabajos escultóricos: la Fuente de los Elementos en la Cámara Municipal de Bærum y Dinámica-Dynamikk en el paseo marítimo de Sjølyst, Oslo. Fue en el estudio de Haukeland donde hizo el Torso en plancha metálica con el que debutó en el Salón de Otoño.
En 1967, instaló la casa familiar y su estudio en la colonia de artistas Ekely. También tuvo un estudio en el Ayuntamiento de Oslo desde 1967 hasta 1972, mientras trabajó en la estatua del rey Haakon VII que fue instalada en la plaza 7 de junio en Oslo.
En 1996 se casó con la artesana Christine Reintz, nacida en 1957.

## Producción artística

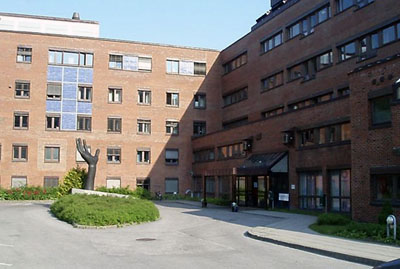
Hospital de Namsos, con escultura de Aas en la entrada principal.

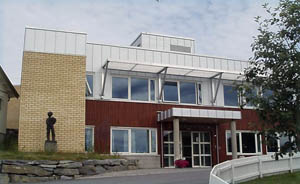
Centro de salud de Inderøy, con escultura de Aas.

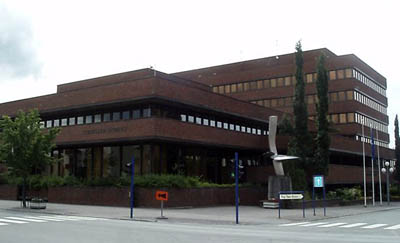
Ayuntamiento de Steinkjer, con escultura de Aas en el exterior.

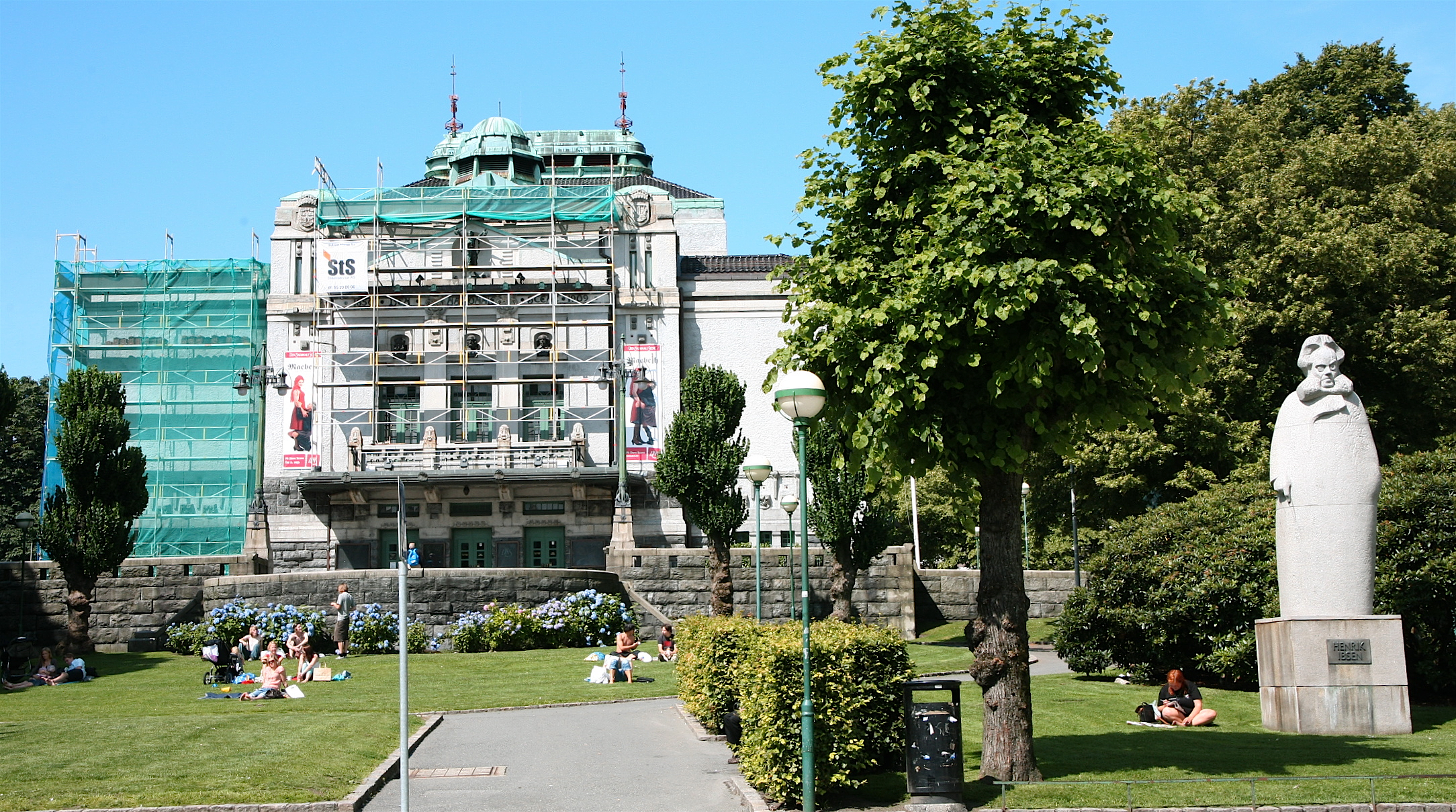
El Teatro Nacional -Den Nationale Scene en Bergen, con escultura de Aas en el exterior.

Nils Aas trabajó como escultor con la mayoría de los materiales, además de dibujar por cuenta ajena. Su obra más famosa, la estatua del rey Haakon VII, está hecha de arcilla y yeso, y fundida en bronce. La estatua de Henrik Ibsen en Bergen está tallada en granito. Varias obras decorativas están realizadas en materiales laminados (metal y madera); el relieve Luz nórdica en el Consejo de Europa en Estrasburgo es de abeto laminado, pesa diez toneladas y mide 16 m de ancho y 6 m de alto.
También ha realizado varios trabajos en alambre; Con amore es una estatua ecuestre en miniatura de cable propiedad de la Galería Nacional de Noruega. La silueta de Charlie Chaplin, en plancha de metal de cobre, es de propiedad privada. Pequeñas estatuas hechas en tres dimensiones de papel están retratadas en libros acerca del artista, y El rey del Violín de papel, es parte de la exposición permanente del estudio de artista de Nils Aas. Se puede decir que trabajó en tres direcciones diferentes: grandes bloques de madera y decoraciones de pared, obras toscas o en bruto expresionistas y miniaturas elaboradas con precisión como retratos de honda expresión psicológica.
Las aptitudes básicas como artesano también aparecen en una "rueda de la vida" que es parte de la exposición biográfica en su estudio.

### Arte en contexto - pasado y presente

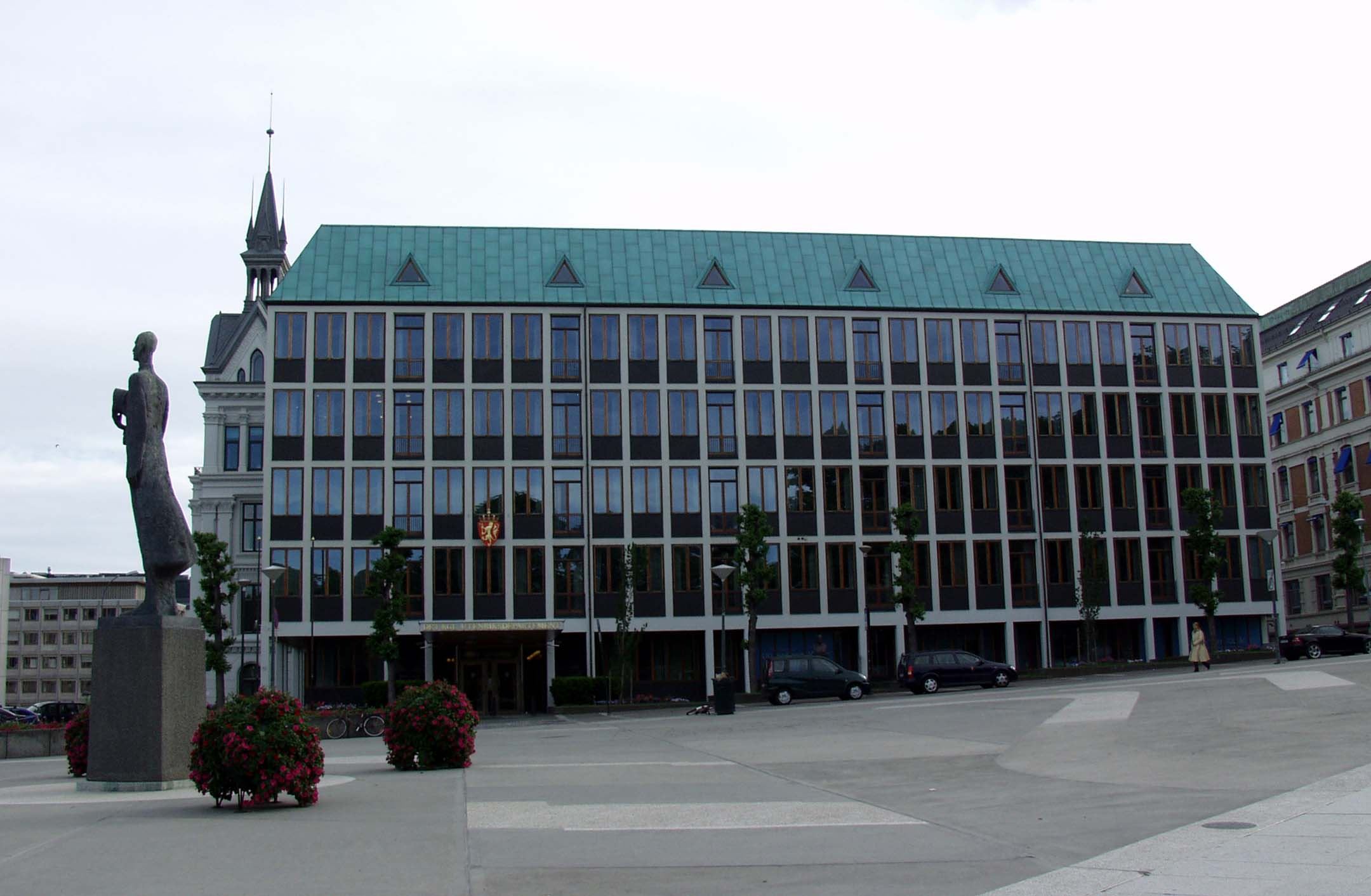
El edificio del Ministerio de asuntos extranjeros en la plaza 7 de junio.

Puede parecer distorsionado hacer hincapié en la infancia de Aas, transcurrida en un ambiente artístico junto a su padre carpintero. Se sabe que había leído bastante, también sobre arte, cuando en 1954 comenzó sus estudios en la Escuela Nacional de Arte y Diseño Industrial en Oslo. Al mismo tiempo le da al oficio una orientación profesional práctica, sin grandes programaciones artísticas, como parte de un esquema deliberado de lucha individual. A lo largo de su larga vida artística, Aas trabajó con modelos diferentes. Un año de aprendizaje con Nils Flakstad y sus estudios en la Academia de Bellas Artes le hicieron familiarizarse con un estilo naturalista, como dijo Erik Morstad:

"a pesar de los ideales escultóricos propios, más próximos a los escultores de la orgánica-vitalista como Marino Marini, Giacomo Manzù, Henry Moore y la estilización artística de Constantin Brancusi. Por otra parte Aas se ve influenciado por el personal estilo del gran Alberto Giacometti."·

El tiempo que pasó como asistente de Arnold Haukeland, le puso en contacto con el expresionismo abstracto. Igualmente importantes fueron también la formación que recibió sobre el uso del acero y las técnicas de soldadura en escultura. La tecnología de la soldadura fue introducida en el arte de la escultura por el español Julio González cuarenta años antes, y Nils Aas trabajó con Haukeland en los proyectos monumentales Elementene-elementos (ayuntamiento de Bærum) y Dynamikk-dinámica (Sjølyst, Oslo). Las lecciones aprendidas de esta colaboración fueron cruciales para la realización de la primera obra pública de Aas: Fugl-Pájaro en Lambertseter (1966-1967) y Soloppgang-Amanecer en la comunidad de Inderøy (1967 o 1965?).
Más tarde, su trabajo muestra otras influencias. La escultura Bile (Notodden, 1980) muestra una cabeza de hacha, colocada en una tabla de picar. La escultura es de 4,3 m de alto. Aquí " cabe señalar la proximidad a Claes Oldenburg en el uso de objetos mundanos de la vida cotidiana", al mismo tiempo que la tabla de cortar puede verse como un tributo a su entorno infantil. Tanto Bile como la escultura Moebius inspiraron la escultura de acero Knute-Un nuevo reto (Cooperativa de viviendas OBOS, 1979) y también se puede percibir como minimalista, donde se aplica el principio de "expresar lo máximo con los mínimos medios posibles", según el historiador de arte Erik Daehlin.

### La estatua de Haakon VII
La estatua de Nils Aas de Haakon VII en la plaza 7 de junio de Oslo, se presentó en el centenario del nacimiento del rey, y es considerada una obra importante en la escultura de Noruega en el período de posguerra. El relativamente joven escultor Aas, derrotó a varios de sus colegas de más edad en concurso público para el trabajo y supuso un cambio generacional. La estatua fue la primera gran obra de Aas, y sigue siendo una de sus grandes obras. Con su equilibrio entre la precisión naturalista, y el retrato del pensamiento del rey y de su personalidad, es la estatua de una expresión, característica del estilo y método de Aas.
Aunque esta estatua es claramente una expresión del método individual de Aas, también presenta con nitidez las influencias recibidas, con más claridad que en la mayoría de sus trabajos. Los modelos de conducta (a modo de alegorías) tuvieron muchos seguidores en Noruega en ese momento. "Formalmente, se puede percibir en la cabeza del rey el indicio de la influencia del retrato de Igor Stravinsky realizado por Marino Marini en 1951 , mientras que el desgaste del delgado cuerpo, casi como un mascarón de proa, se asemeja a los modelos de Giacometti".

### Henrik Ibsen
La escultura de granito de Henrik Ibsen realizada por Nils Aas, se dio a conocer en el año 1981. Está tallada en granito, un material que rara vez utilizó Aas. En su expresión se encuentra en fuerte contraste con la estatua del rey Haakon, y los historiadores del arte han hablado de "la gran variedad de repertorio artístico de Nils Aas ". El retratado tiene forma de cilindro elíptico, cubierto con un abrigo. Las únicas partes de la figura que perfiló fueron la cabeza, la barba, la capa y los brazos. Mientras que la estatua del rey muestra ansia, vulnerabilidad e incertidumbre, la de Ibsen parece como "pesada e inflexible", con una intensidad magnética. La estatua tiene rasgos del minimalismo, en el que Aas ha optado por hacer explícitos los efectos y la expresión, y se deja implícito que representa al personaje de Ibsen. El resto de la expresión se encuentra en la cara: 

La forma pedestre de la capa, lejanamente emparentada con el monumento a Balzac de Auguste Rodin (1897), se recoge en una forma tranquila, curva invertida. La interpretación subjetiva del dramaturgo anciano es a la vez original y de miedo. A Ibsen se le retrata como una persona cerrada, observadora... y la mano derecha nerviosa bajo la capa le traiciona mostrando inquietud detrás de la fachada ". ·

### Caricaturista
Aas trabajó durante siete años como ilustrador de periódicos. En diciembre de 1957 ganó un concurso de dibujo en el diario Arbeiderbladet. Se graduó de la SKHS (Escuela Nacional de Arte y Diseño) en 1957 y se le ofreció un trabajo permanente como dibujante en el periódico. Como una señal, trabajó tanto en la ejecución de retratos, dibujos para reportajes y recreaciones de atmósfera más libres. Su trabajo en el periódico coincidió con el período en que el periódico cambió de aspecto desde una maquetación de columnas rígidas a una compensación basada en el diseño de páginas independientes- y Aas participó activamente en la elaboración de tales páginas más libres, en medio de la actualidad.
De su trabajo ocasional como ilustrador de libros se incluye la colección de Alf Prøysens de las historias de las gallinas de oro de todos los tiempos (1959), El gatopardo de Lampedusa (edición Bokklubben-Club del Libro de Noruega, 1975) y dos colecciones de "dikt og viser" (poesía y muestra) por Erik Bye: Fløyterens hjerte-Corazón de Flauta (1993) y Tilbake til sangene-Volver a las canciones (1994). Su portada de la novela Lykken-Felicidad de Ivar Lo-Johansson (1963), con una mujer reclinada, causó el descontento del autor, y los editores tuvieron que retirar la edición porque el Lo-Johansson dijo que era obsceno. El caso provocó un debate cultural en varios medios de comunicación.
Ya en 1959, sus dibujos fueron la base para la emisión de los sellos de Noruega que celebraba en centenario de la fundación de las Norges Landbrukshøgskole- las Escuelas Agrarias del país. Sus dibujos-retrato de los escritores Johan Borgen (1902-1979) y Nordahl Grieg (1902-1943) fueron la base de dos sellos emitidos en 2002.

### Retratos
Los trabajos de Aas como retratista surgieron en su trabajo en el diario Arbeiderbladet. En 1963, el líder socialista Martin Tranmæl, que tenía 83 años, permanecía todavía en las oficinas del periódico. Aas, finalmente se armó de valor y le pidió que posara de modelo. Mientras trabajaba en este retrato de Tranmæl, le visitó el escritor Johan Falkberget y así Aas tuvo la oportunidad de modelar otro modelo. A través de estos primeros trabajos se inició Aas como "artista de la casa" en el movimiento obrero, y creó esculturas y bustos de Einar Gerhardsen, Trygve Bratteli, Tranmæl, Jens Christian Hauge y Kristofer Uppdal.

### Monedas
El año 1970 Aas ganó un concurso para el diseño conmemorativo del 1100 aniversario de la unificación de Noruega. Cinco años más tarde diseñó dos nuevas medallas en el plazo de un solo año. Para conmemorar el 150 aniversario de la emigración noruega a América, hizo una medalla, por la parte delantera muestra los bucles, un campo de trigo abundante, mientras que la parte de atrás muestra a los emigrantes y a la izquierda: gråsteinsura.
La medalla de Svalbard (Svalbardmedaljen) en 1975 marcó los 50 años de soberanía noruega sobre el archipiélago de Svalbard. Hizo Aas una medalla que en el reverso muestra la figura de un minero en el tajo de la mina. En el reverso un terreno rocoso de montaña, donde se extrae el carbón.
Posteriormente Aas hizo en 1976 una fuente de granito en la isla de Bornholm, con cuatro medallones en relieve parte de la obra- cada uno de ellos de 150 centímetros de diámetro. Las cuatro medallas reproducen motivos que caracterizan a las cuatro islas bálticas de Bornholm, Öland, Gotland y Åland.
En 1993 ganó el concurso convocado por el Banco de Noruega para diseñar la nueva serie de monedas y las actuales monedas de 10 y 20 coronas están hechas por él. Ambas muestran en la cara el retrato de perfil del rey Harald V, mientras que en el reverso muestran, respectivamente, el tejado de la iglesia de Stave. y la proa de un barco vikingo (Drakkar)

### Escultura efímera
En varias ocasiones, Aas ha construido esculturas efímeras en madera. Para la inauguración de su estudio taller en 1996 hizo un monumento efímero de este tipo. Está hecho de abedules y alisos y tiene 4 m de altura, redondo, cóncavo y su forma recuerda a un reactor nuclear. Al lado colocó una tabla de cortar con un hacha y una placa, con la inscripción «En takk til håndverkere og fiskere på Strømmen» (en recuerdo a los artesanos y pescadores de Strømmen).
Una instalación similar se hizo en 1985 para una muestra colectiva en la Galería de F15 en Moss. Esto ha sido descrito como "característico de la imaginación y originalidad creativa de Aas, su forma de mirar y manipular, dar forma y sentido a la materia. Especialmente por su relación con la madera, con su estructura, sensibilidad, textura, olor. Un material que está vivo " Et materiale som lever. En otras palabras, una prueba de cómo Aas consiguió unir estrechamente lo rural, artesanía y carpintería con la mirada del artista para la forma y la línea.

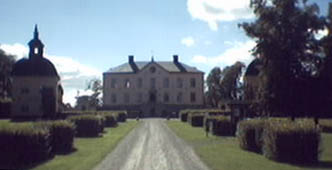
El castillo de Hässelby (Hässelby slott en noruego)

Durante una exposición en el Castillo Hässelby, de Estocolmo en 2001, Aas construyó de la misma manera una estructura en madera de abedul, que da acceso a la entrada de la galería a modo de puente sin necesidad de encofrado.

### El tablero de ajedrez y el rey Arvingen
Para la exposición de la Asociación de Arte - Trøndelagen en el Museo de Arte de Trondheim del año 1987 Aas hizo un tablero de ajedrez de gran tamaño del que todas las piezas fueron talladas en madera. El conjunto se encuentra actualmente en manos privadas. Una de las piezas - el Rey Blanco - más tarde se separó del conjunto y participó en 1997 en la exposición más de 1000 años de Reyes (Konger gjennom 1000 åren) instalada en la antigua iglesia de Sakshaug en Inderøy. En este caso, la pieza había cambiado su nombre por el de el rey Arvingen.
El conjunto de la pieza tiene 65 cm de altura y la mayor parte de ella es tosca, con la excepción de la persona que está finamente tallada. La persona - un chico - está sentada en una silla a modo de trono. El niño es de unos 10 cm de altura, la altura de la silla es de aproximadamente 26 cm Aproximadamente a 17 cm de la silla se cierne una corona real que está a unos 8 cm de alto.
El conservador Robert Øfsti escribió sobre la pieza de Arvingen:

Ha sido el principal de los reyes al trono noruego, pero el heredero no es, por supuesto; es un intento de representar a uno de ellos. Las asociaciones pueden ir en muchas direcciones, son muchos los pequeños que pueden sentir que se colocan en una de las sillas grandes, hay un montón de sillas y los pequeños pueden llenarlas mejor. ¿Puede que el heredero sea un símbolo de la propia institución de la monarquía hereditaria?·

Dejando a un lado su comprensión simbólica, la impresión ejercida por la figura, con sus distintas calidades, en la habilidad del trabajo artesano, su aspecto de material en bruto y la expresión psicológica en el rostro del niño. Fijándonos en la expresión del niño, que se impone en el conjunto, bien podría analizarse como la autobiografía del hijo de un carpintero representado como un príncipe heredero.

### Las doce historias - un ciclo estacional en madera
En 2000 el equipo de Nils Aas presentó una colección de 12 miniaturas, esculpidas en bloques de abedul. El biógrafo Sverre Krüger escribe que las doce figuras representan "un calendario en forma escultórica, con el abedul como materia y con una historia para cada uno de los doce meses. Con la mirada puesta en su infancia, a modo autobiográfico, pero abordando también temas universales. Historias simples, pero sin embargo, imágenes ricas y rebosante de historias. Un paseo por los temas básicos de la infancia, la ansiedad, la intimidad, las dudas.. y el regazo de una madre para cobijarse." El propio artista dice que el tema es autobiográfico, "Lo principal tiene que salir de uno mismo. Y de alguna manera se ha conocido el olor... se debe admitir ".
Las esculturas son
| - Enero– Un proyecto, árbol de Navidad desnudo y libre de agujas - Febrero – Un corredor de fondo que se apoya en bastones - Marzo - A uña de caballo en nieve permanente - Abril - Un pájaro en el mango de un hacha en el tajo - De mayo - Un niño con la bandera en la mano sentado en el borde del bloque - Junio - Dos amantes en el bosque - Julio - Un niño se sienta en el borde del muelle y el pesca | - Agosto - El muchacho siguió el primer día de escuela a su madre. El edificio de la escuela se eleva sobre el niño - Septiembre - La guadaña ha reducido una parte del campo de maíz. La cabeza de un ciervo aparece en el campo - Octubre - Una anciana se inclina hacia adelante con el viento en contra - Noviembre - El niño bajo las sábanas con un libro - Diciembre - Un hombre delante de la fachada de la catedral |

El grupo escultórico despertó entusiasmo cuando se expuso, y se ha comparado con el trabajo del tallador sueco Axel Petersson Döderhultarn y con ilustraciones clásicas del tiempo en libros como las de los hermanos para el Duque de Berry de la década de 1400, y la descripción de los meses de Pieter Brueghel el Viejo.

## Otras obras

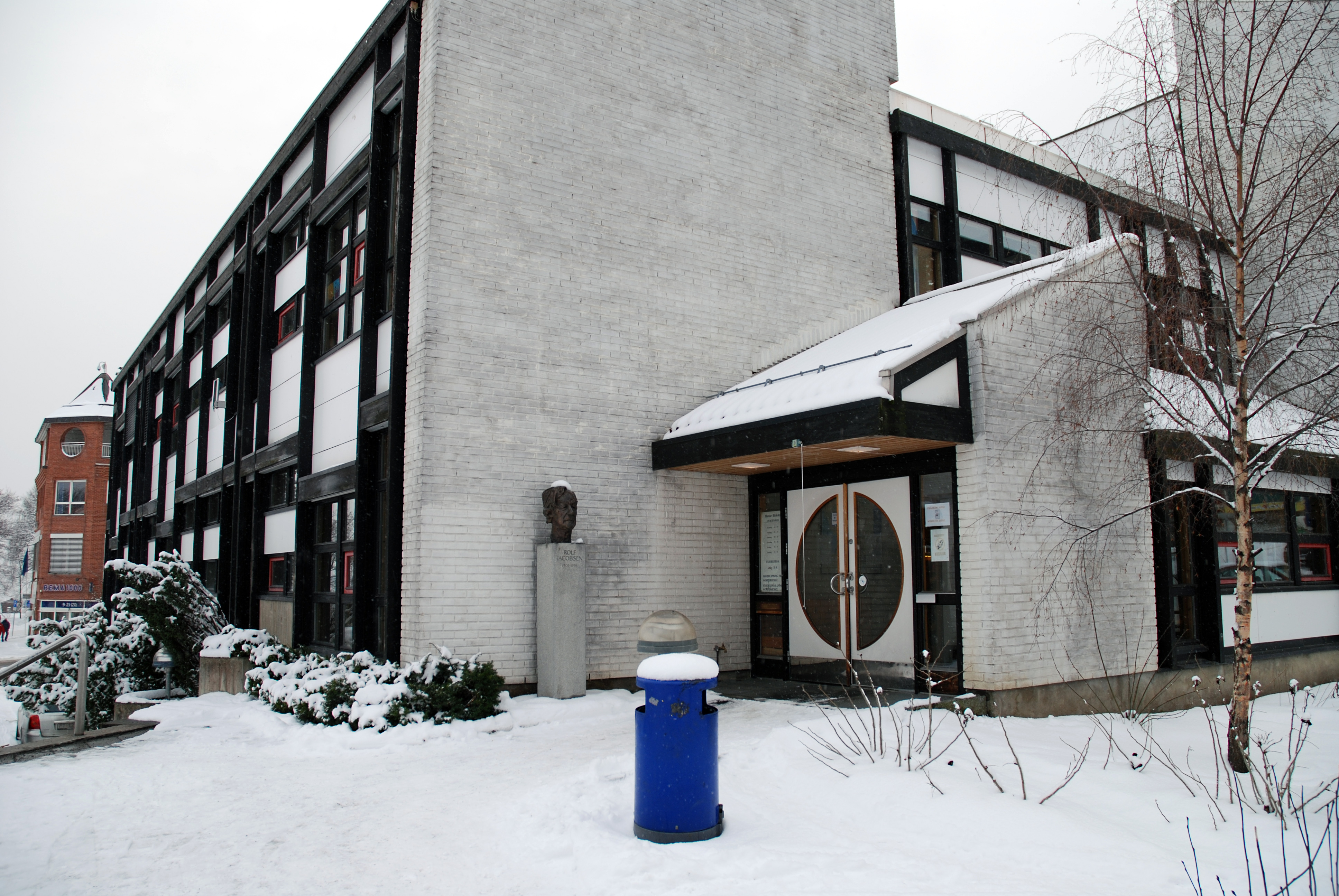
El busto de Rolf Jacobsen en la entrada de la biblioteca Hamar, inaugurada en 1995. Foto: Thomas Andersen (2007)

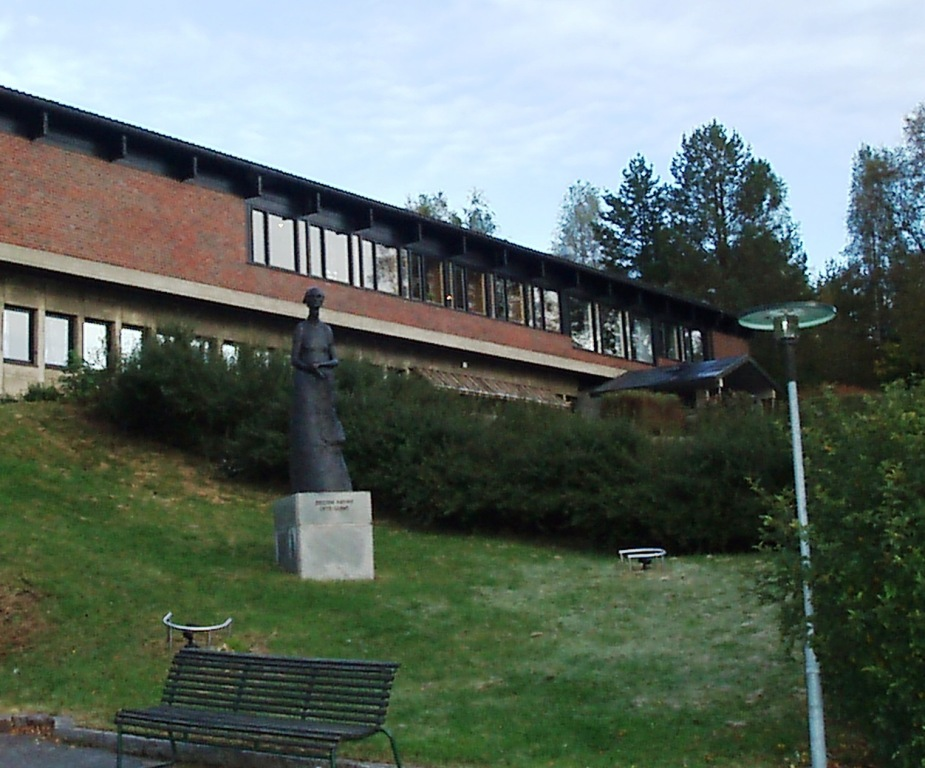
Salón de congresos de Sørmarka, centro sindical.

Entre las obras de Aas citaremos la siguiente selección:
- 1963 - Martin Tranmæl, busto - son propiedad de la revista de los trabajadores y la Galería Nacional
- 1963 – Johan Falkberget, busto - en la Biblioteca Pública de Oslo y en la Escuela Åsveien, Trondheim
- 1964 - Torso, figura de acero soldado, (69x184x97 cm), Galería Nacional
- 1965 – Amanecer -Soloppgang (o Sol ), relieve de acero Inderøy
- 1967 – Aves - Fugl, escultura monumental, el antiguo cine Symra, Lambertseter
- 1972 – Haakon VII estatua, plaza 7 de junio- en Oslo. Estudio preliminar presentado en el ayuntamiento de Kongsberg de 1974
- 1976 – Charlie Chaplin, figura completa en el cine Colosseum de Oslo
- 1978 – Nordisk Lys -Luz Noruega, relieve en el Consejo de Europa en Estrasburgo
- 1979 – Martin Tranmæl, figura completa en el ayuntamiento de Melhus
- 1980 – Bile, exterior del campus universitario, Notodden. Los mismos motivos utilizados por los Bosques de Noruega, Skogn y Oslo
- 1981 - Henrik Ibsen, figura de granito en Bergen
- 1984 - Grete Waitz, bronce de cuerpo entero fuera del estadio Bislett de Oslo
- 1989 - Kjell Aukrust, Louis y Solan, busto y grupo de Alvdal
- 1991 - Johan Bojers el último vikingo, en Ravnkloa, Trondheim
- 1995 - Rolf Jacobsen, busto en la biblioteca de Hamar, Hamar
- 2001 - Anne Stine y Helge Ingstad, busto doble, en el Museo de Barcos Vikingos, Oslo
- 2002 - Jacob Weidemann, busto en el ayuntamiento de Steinkjer

## El legado de Aas

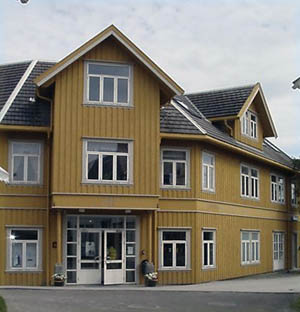
Espacio para obras de arte

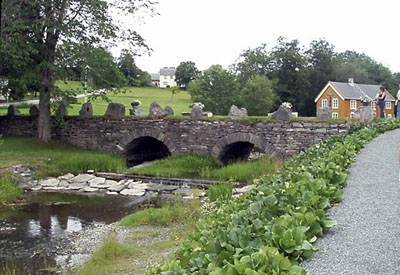
Muustrøparken

### El estudio de arte de Nils Aas
El que fuese taller de trabajo de Nils Aas, ubicado en la localidad de Straumen en Inderøy, alberga en propiedad una colección permanente de sus obras. Además de las funciones propias del museo, presenta exposiciones temporales de arte, talleres para formación en temas artísticos y una tienda del museo. El Espacio para obras de arte (Kunstverkstedet) se abrió el 3 de septiembre de 1996, como centro de escultura en la región. Su director general desde 2009 es Henning Lystad.

### Parque Muustrø
El Muustrøparken de Inderøy es el espacio designado por el municipio para celebrar el año 2000, un parque de esculturas que fue realizado con muchas horas de trabajo voluntario. Nils Aas donó ocho esculturas al parque, seis más pequeñas y dos grandes. La escultura "Flyndre - Lenguado" fue inaugurada el 3 de septiembre de 2006, en el 10.º aniversario del taller de arte de Nils Aas, complementado con una instalación sonora del compositor Øyvind Brandtsegg. El sonido acompañará a la escultura durante 10 años junto a los cambios producidos por el flujo y reflujo, la luz y la oscuridad. Este sonido también se puede escuchar en su propia página web, flyndresang.no.
Originalmente, la idea de Aas fue crear una escultura de la ballena que oscilaba y parecía nadar, pero las regulaciones de seguridad para zona de juegos puso fin a este plan. [cita requerida]
El Puente hechizo - Stavhopperen , que se dio a conocer en 2003 fue la última escultura. Este puente se hizo en la fundición de Aker Kvaerner y tiene un hermano gemelo en las instalaciones de la fábrica.

### Citas sobre Aas
- Él es de la misma familia que los que construyeron nuestra iglesias de madera.

Han er av den samme slekta som de som bygget stavkirkene våre. (Jakob Weidemann -pintor abstracto)
- Vio, hizo visible lo invisible.Él era un psíquico.

Han så, han gjorde det usynlige synlig. Han var synsk (Frans Widerberg - pintor)
- A un talento, que caracteriza a la más grande, lo real. Además, era muy poético en todos los materiales utilizados.

Et urtalent, det som kjennetegner de største, de ekte. Dessuten var han ufattelig poetisk i all materialbruken. (Bård Breivik-escultor)
- Hay algo acerca de la honestidad y el pensamiento de la mano de Nils - esta mano es una especie de cerebro

Det er noe med denne redeligheten og den tenkende hånden hos Nils – denne hånden som er en slags hjerne (Håkon Gullvåg - pintor)